# Église Saint-Marc de Chemnitz
L'église Saint-Marc de Chemnitz est une église protestante de style néogothique située dans la ville de Chemnitz dans l'est de l'Allemagne.
C'est la plus haute église de la ville .

## Historique
Un concours pour la conception de l'église a été lancé en 1892 et il a été remporté par les architectes berlinois G. Abesser et Jürgen Kröger, ce dernier ayant conçu la Gare centrale de Metz.
La construction a commencé en 1892 et s'est terminée en 1895 .

## Dimensions
Les dimensions de l'édifice sont les suivantes :
- Hauteur intérieure : 20 m
- Hauteur de la tour : 84 m
- Nombre de places assises : 800